# 番屋ノ沢仮乗降場

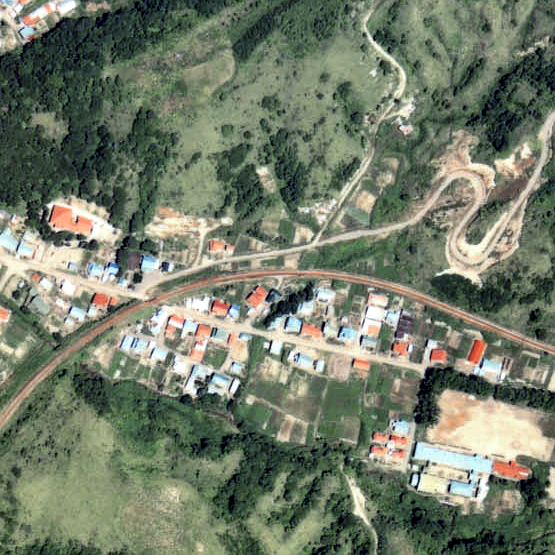
1977年の番屋ノ沢仮乗降場と周囲約500m範囲。右が羽幌方面。海岸より500m程内陸に入った位置で、周囲には家が多く、ホームへの小道の途中に紺色の屋根の、一般駅の駅舎と遜色の無い大きさを持つ待合室が見える。ホームは一般駅よりは短いが、仮乗降場としては長い方。

番屋ノ沢仮乗降場（ばんやのさわかりじょうこうじょう）は、かつて北海道（留萌管内）苫前郡苫前町字力昼に設置されていた、日本国有鉄道（国鉄）羽幌線の仮乗降場（廃駅）である。羽幌線の廃線に伴い、1987年（昭和62年）3月30日に廃止となった。

## 歴史
力昼駅は力昼集落から大きく外れた場所に置かれており、乗客の便を図るため集落に近い場所に当仮乗降場が設置された。そのため仮乗降場でありながら利用客は力昼駅よりも多かったとされ、ホームも土盛りで乗車券の簡易委託販売があった。
鉄道研究家の池田光雅は訪れたときの様子を次のように記している。

### 年表
- 1955年（昭和30年）3月26日 - 日本国有鉄道（国鉄）羽幌線の番屋ノ沢仮乗降場（局設定）として開業[2]。
- 1987年（昭和62年）3月30日 - 羽幌線の全線廃止に伴い、営業を停止し、廃止となる[2]。

### 駅名の由来
当仮乗降場の所在地附近を流れる番屋の沢川より。当地から少し南の現小平町内にある鰊番屋、花田屋番屋に由来する名称である。

## 駅構造
廃止時点で、1面1線の単式ホームを有する地上駅であった。ホームは、線路の南側（幌延方面に向かって右手側）に存在した。仮乗降場ながら駅舎を有しており、駅舎入口には「番屋ノ沢（力昼）乗降場」と表記されていた。

## 駅周辺
- 北海道道1062号力昼九重線
- 力昼郵便局
- 苫前町立力昼小学校跡 - 2005年（平成17年）3月閉校
- 金龍寺
- 番屋沢

## 駅跡
廃止後、しばらくは廃墟となった状態で駅施設が残されていたが撤去され、2017年（平成29年）時点では空き地となっている。

## 隣の駅
日本国有鉄道
羽幌線
力昼駅 - 番屋ノ沢仮乗降場 - 古丹別駅